# Naczęsław
Naczęsław, Nacsław, Nacław – staropolskie imię męskie, złożone z członów Naczę- ("zacząć") i -sław ("sława"). Być może oznaczało "tego, który zapoczątkowuje sławę". Notowane w formie Naczęsław od 1234 roku, a w formie Nac(s)ław — wcześniej, od 1228 roku. Możliwe staropolskie zdrobnienia: Nacz, Naczek, Naczęsz, Naczko, Naczyk.
Naczęsław imieniny obchodzi 11 września.
Żeński odpowiednik: Naczęsława.